# Estación de Santa Perpetua de Mogoda La Florida
Santa Perpetua de Mogoda - La Florida Anteriormente Santa Perpetua de Mogoda es un apeadero ferroviario situado en el municipio español homónimo, en la ciudad jardín la Florida, en la provincia de Barcelona, comunidad autónoma de Cataluña. Forma parte de la línea R3 de la red de Cercanías Barcelona.

## Historia
[Esta estación de la antigua línea de Barcelona en Sant Joan de les Abadesses (actualmente el tramo Ripoll - Sant Joan es una vía verde) entró en servicio en 1886 cuando se abrió un nuevo ramal para evitar pagar un canon a MZA para utilizar la línea de Girona, desde Granollers Centre, para llegar a Barcelona. Este nuevo ramal de Sant Martí de Provençals en Llerona finalmente sólo se construyó hasta Montcada donde enlaza con la línea de Manresa.
En 2016 registró la entrada de 147.000 pasajeros.
En 2021 se cambió el nombre de la estación, agregando el añadido La Florida, para distinguirla de la nueva estación de la R8, Santa Perpetua de Mogoda-Riera de Caldes.]
[Extraído de la Wikipedia en catalán: https://ca.wikipedia.org/wiki/Estaci%C3%B3_de_Santa_Perp%C3%A8tua_de_Mogoda_La_Florida] 

## Situación ferroviaria
Se encuentra en el pk. 15,3 de la línea férrea de ancho ibérico que une Barcelona con Ripoll a 57 metros de altitud. El tramo es de vía única y está electrificado.

## Servicios ferroviarios

### Cercanías
Forma parte de la línea R3 de Cercanías Barcelona operada por Renfe.
| << cabecera | < estación       | línea | estación          | cabecera >>                                    |
| --- | ---------------- | ----- | ----------------- | ---------------------------------------------- |
| Rodalies de Catalunya de Renfe                                                                                         |                  |       |                   |                                                |
| Hospitalet | Moncada-Ripollet |       | Mollet-Santa Rosa | Granollers-Canovellas La Garriga Vich Ripoll 1 |
| 1. Algunos trenes dirección Ripoll / Ribas de Freser / Puigcerdá / Latour-de-Carol no efectúan parada en esta estación |                  |       |                   |                                                |